# Séry-lès-Mézières
 Séry-lès-Mézières  là một xã ở tỉnh Aisne, vùng Hauts-de-France thuộc miền bắc nước Pháp.